# Narthecium reverchonii
Narthecium reverchonii là một loài thực vật có hoa trong họ Nartheciaceae. Loài này được Celak. mô tả khoa học đầu tiên năm 1887.